# Alveolární laterální aproximanta
Alveolární laterální aproximanta je souhláska, která se vyskytuje v mnoha jazycích. V mezinárodní fonetické abecedě se označuje symbolem l, číselné označení IPA je 155, ekvivalentním symbolem v SAMPA je l.

## Charakteristika
- Způsob artikulace: aproximantní souhláska (aproximanta). Vytváří se přiblížením artikulačních orgánů, které je však menší než u frikativ, takže proudění vzduchu nevytváří tak výrazný šum.
- Místo artikulace: dásňová souhláska (alveolára). Při artikulaci se jazyk dotýká horního dásňového oblouku.
- Znělost: Znělá souhláska – při artikulaci hlasivky vibrují.
- Ústní souhláska – vzduch prochází při artikulaci ústní dutinou.
- Boková souhláska (laterála) – vzduch proudí převážně přes boky jazyka spíše než přes jeho střed.
- Pulmonická egresivní hláska – vzduch je při artikulaci vytlačován z plic.

Tato hláska patří mezi sonory, tj. má kromě šumové a i tónovou charakteristiku. V některých jazycích může plnit funkci slabičného jádra – slabikotvorné l [l̩].

## V češtině
V češtině se tato hláska zaznamenává písmenem L, l.
Často se stává slabikotvornou souhláskou, tj. namísto samohlásky plní funkci slabičného jádra. Nikdy však v této funkci nestojí na začátku slabiky, vždy musí být tato hláska předcházena jinou souhláskou, např. ve slově vlk.